# Economia comunitaria

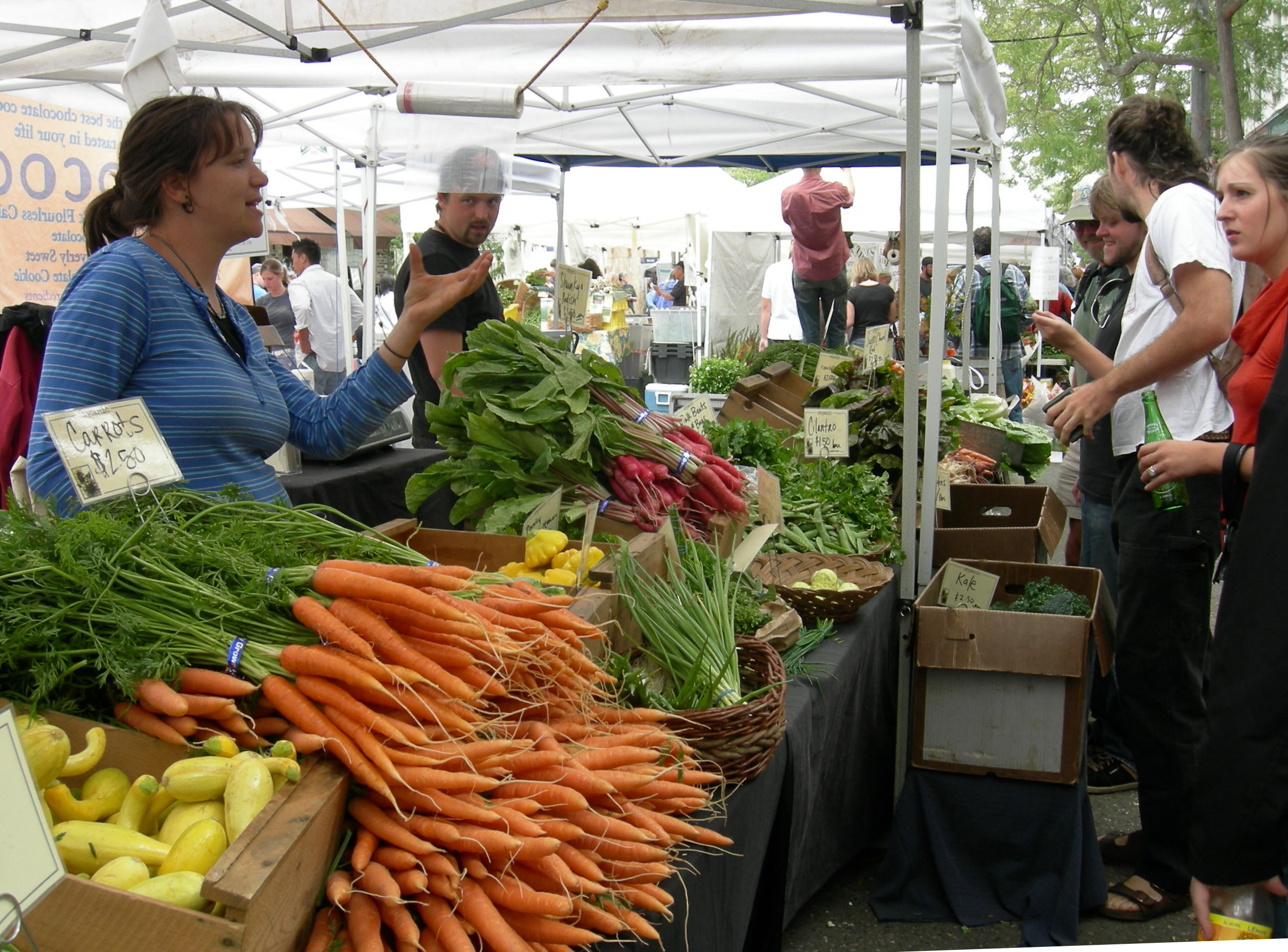
Il mercato è un esempio di commercio basato sulla comunità.

L'economia basata sulla comunità o l'economia comunitaria o l'economia della comunità è un sistema economico che incoraggia la sostituzione locale di energie economiche e coercizioni esterne al territorio. Il concetto rimanda al sogno di una comunità solidale ed egualitaria, che attraversa da sempre la storia dell'umanità, e può essere inteso anche come sinonimo di comunismo. Sappiamo infatti che gli etnologi hanno scoperto in Africa, in Oceania e soprattutto nelle foreste amazzoniche del Sudamerica alcune piccole comunità rimaste isolate dal resto del mondo e ancora a uno stato quasi primitivo nelle quali esistono modelli di relazione e di organizzazione che si potrebbero definire comuniste. Ma potrebbe anche avvicinarsi a quello di economia empatica, risalendo alle idee illuministe sulla simpatia di Sophie de Condorcet, una traduttrice di Adam Smith. Altre volte si contestualizza nelle modalità di vita semplice, frugale, quindi simile alla semplicità volontaria, di alcune comunità religiose di varie confessioni, ad esempio in quelle cristiane troviamo quelle tradizionali di Mennonite, Amish, Anabattisti; nelle ebraiche quelle dei Kibbutz; nelle islamiche quelle di alcune confraternite sufiche; nelle religioni orientali (induismo, buddhismo, shintoismo,etc) un esempio classico è quello degli Hare Krsna, ma troviamo anche quelle che rifiutano il principio della frugalità, come quelle dei sannyasin fondati da Osho, ma anche per i Kibbutz ebraici c'è chi considera queste realtà l'avamposto di un capitalismo comunitario. In epoca moderna troviamo delle economie comunitarie all'interno di movimenti laici come i progetti socialisti di Owen e Fourier, o le esperienze anarchiche guidate da Cafiero, o le tante comunità nate nell'alveo del movimento populista russo. Dopo la teorizzazione del picco del petrolio, l'ambientalismo ha fatto nascere o  rafforzato movimenti come quello delle Transition Town, degli eco-villaggi, e delle comuni, anche se in quest'ultimo caso possiamo riscontrare anche composizioni sociali innervate di religiosità che si avvicina a forme di misticismo (psichedelismo, animismo contemporaneo). Fare un inventario delle comunità che hanno visto la luce, anche solo nell'ultimo secolo, non è semplice: le esperienze documentate sono infatti relativamente poche e difficili da localizzare. Agli esperimenti di questo tipo, spesso ci si rivolge usando il termine "comunità intenzionale" oppure "comunità di pratica" comparso agli inizi degli anni 90', a opera di Etienne Wenger, ma la sua origine può risalire alle botteghe artigiane. L'economia comunitaria è anche un argomento dell'economia urbana, correlato agli acquisti morali e agli acquisti locali (come i GAS, gruppi di acquisto solidale).
Vari programmi specifici per l'economia di comunità e la valuta locale, ad esempio la Banca del Tempo, Itaca Ore o la sterlina di Brixton, sono a volte promosse nella politica verde. In particolare, i dieci valori chiave del Partito dei Verdi, in Gran Bretagna, li includono come parti fondamentali di un programma verde. Questi programmi politici rientrano però spesso nel cosiddetto greenwashing (neologismo inglese che indica una strategia di comunicazione ingannevole).
Recentemente (dal 1998 negli Stati Uniti), l'approccio dell'organizzazione dell'Independent Business Alliance si è diffuso negli Stati Uniti, aiutando le aziende indipendenti e di proprietà locale a competere efficacemente e contrastando la diffusione a livello locale delle corporations nazionali o multinazionali.